# Minox
Minox è un'azienda che produce macchine fotografiche e binocoli, famosa per l'omonima fotocamera miniaturizzata, nota anche come "spy camera", ideata nel 1922 e creata nel 1936 da Walter Zapp (1905 - 2003). La fotocamera Minox, fabbricata a Riga, in Lettonia, dal 1937 al 1943, dopo la seconda guerra mondiale, dal 1948, fu prodotta in Germania. 
Negli anni settanta la casa produttrice adottò anche i formati 110 e 135. La produzione di apparecchiature fotografiche e ottiche continua tuttora. È una delle poche fotocamere immortalate insieme a James Bond, che usò una Minox AIIIs in "Agente 007 - Al servizio segreto di Sua Maestà".

## Macchine fotografiche

### Storia

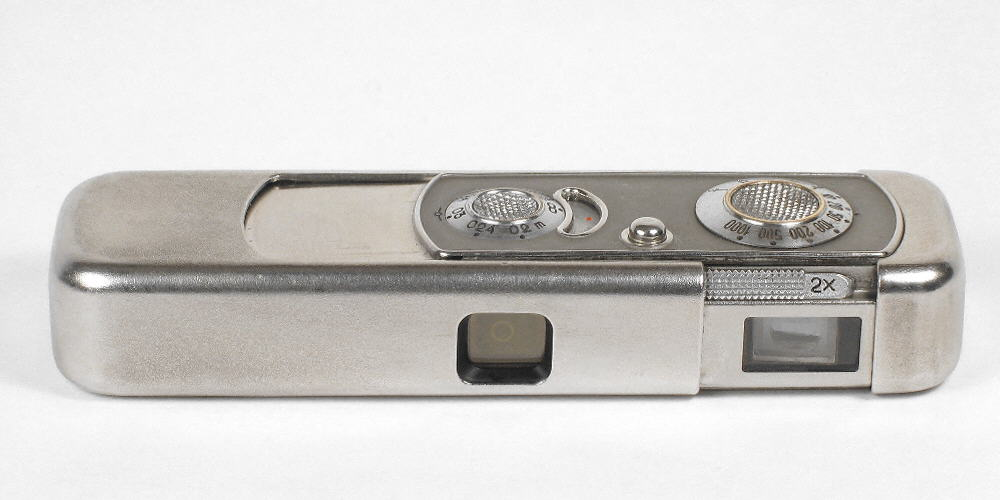
Minox Riga

Il prototipo della Minox, la Ur-Minox, fu realizzata nel 1936 da Walter Zapp, un tedesco del Baltico nato nel 1905 a Riga, allora parte dell'Impero russo. L'idea era di creare una macchina fotografica di dimensioni molto ridotte, ma di elevata qualità tecnica.
La produzione iniziò nel 1937 a Riga, presso la VEF (Valsts Elektrotehniskā Fabrika), e proseguì fino al 1943. Minox è stato brevettato in tutto il mondo da VEF. Dal 1948 la Minox fu prodotta a Wetzlar, in Germania, dove è fabbricata attualmente.
Questo piccolo gioiello meccanico non interessò soltanto i fotoamatori, ma anche le agenzie e i film di spionaggio, grazie all'ingombro ridotto e alla possibilità di riprese ravvicinate.
L'azienda fu acquistata dalla Leica nel 1996, ma successivamente tornò indipendente grazie a un management buyout.

### Caratteristiche tecniche
La Minox nasce con alcune caratteristiche fondamentali, che rimangono sostanzialmente invariate nel tempo. La macchina ha un sistema di apertura telescopico e, quando è chiusa, nasconde obiettivo e mirino, quest'ultimo con correzione automatica della parallasse. 
Le dimensioni (misurate ciascuna in mm) sono 80 × 27 × 16 e il peso è 130 g.
Utilizza una pellicola larga 9,2 mm, con un fotogramma di 8 mm × 11 mm. Il caricatore ha inizialmente una capacità di 50 fotogrammi, successivamente portati a 36 o 15.
L'obiettivo ha una lunghezza focale di 15 mm e una luminosità f/3,5, e consente riprese ravvicinate fino a 20 cm. I tempi dell'otturatore meccanico, a tendine metalliche, vanno da 1/2 a 1/1000 di secondo, più le pose B e T.
Successivamente l'otturatore diventa elettromagnetico, viene aggiunto l'esposimetro, prima al selenio poi al solfuro di cadmio, e si rende necessaria una batteria.

### I Modelli

#### Formato 8 × 11
- Ur (1936 - (prototipo)
- Riga o AI (1938-1945/1946-1948)
- AII (1948-1950)
- AIII (1951-1953)

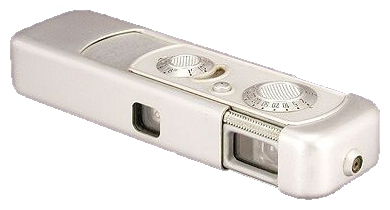
Minox A IIIs

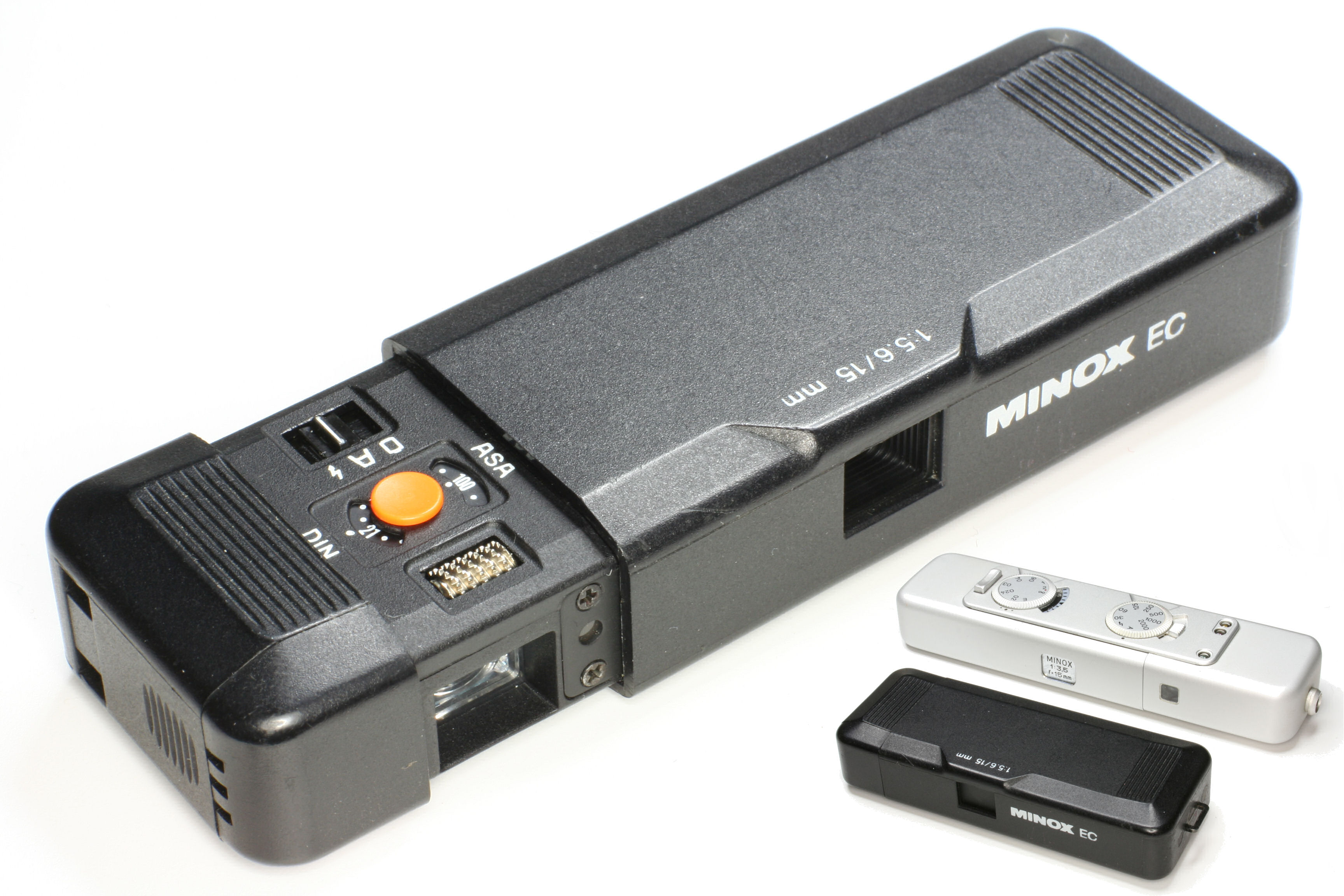
Minox EC

- AIIIs (1954-1969) - (sincronizzazione per il flash)
- B (1958 - 1972) - (esposimetro al selenio)
- C (1969-1976)
- BL (1972-1973) - (esposimetro al CdS)
- LX (1978-1995)
- EC (1981-1995)
- ECX (1998-2004)
- TLX, CLX, LX (1995-2005)

#### Formato 24 × 36

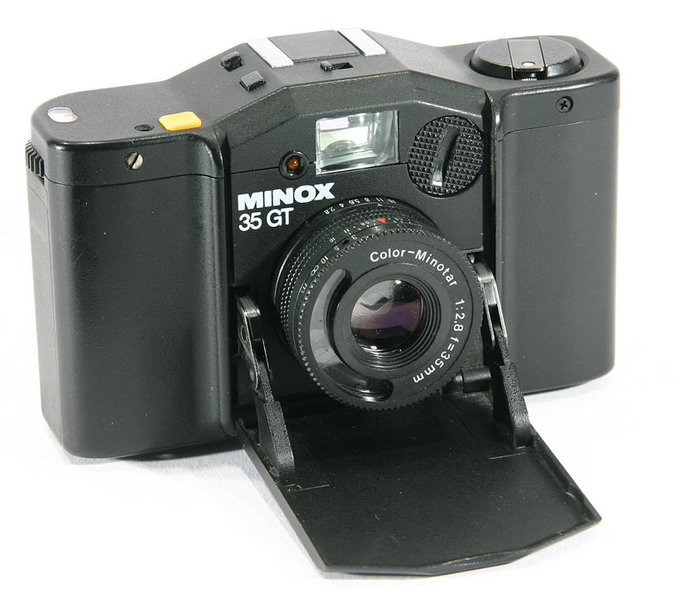
Minox 35 GT

- EL (1974)
- GL (1979–1981)
- GT (1981–1991)
- GT-Golf (1984)
- GT-E (1988–1993)
- GSE (1991–1994)
- PL (1982–1983)
- ML (1985–1995)
- AL (1987–1988)
- AF (1988–1990)
- MB (1986–1999)
- MB Touring (1990)
- Goldknopf (1991–1993)
- MDC (1992–1995)
- MDC Collection (1993–1994)
- GT-X (1998–1999)
- GT-E(II) (1998–2001)
- GT-S (1998–2004)

#### 110S
Nel 1976 fu realizzato il modello 110S, essendo il formato 110 allora di moda: fu l'unica fotocamera dotata di telemetro fabbricata da Minox.

### La produzione attuale

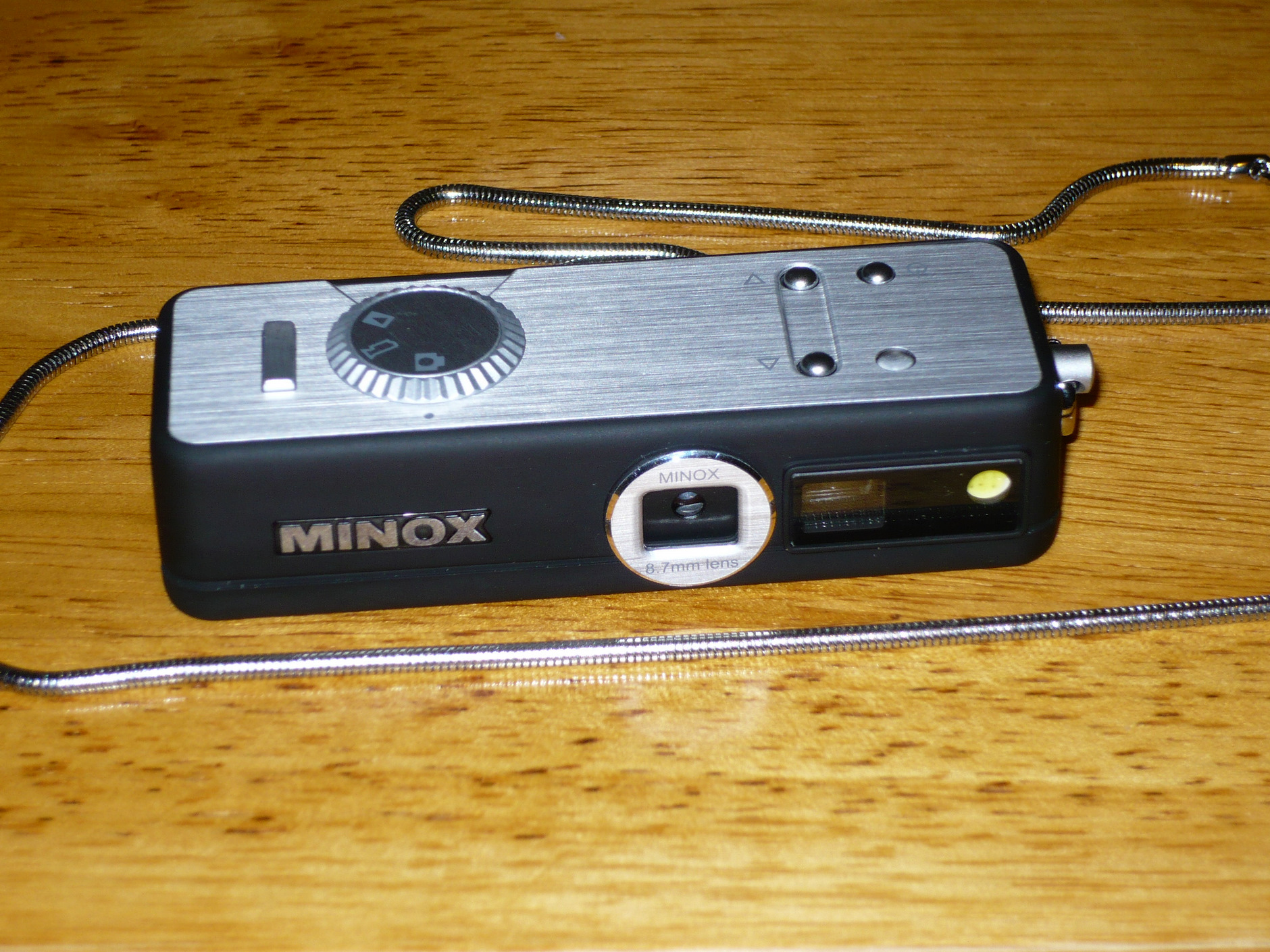
Minox DSC, "spy camera" digitale

La Minox produce attualmente apparecchiature ottiche e macchine fotografiche di diversi tipi: compatte analogiche e digitali, "spy cameras" sia tradizionali che digitali e miniature di fotocamere d'epoca.
Oltre a numerosi accessori, la produzione comprende anche una penna fotografica digitale e un lettore multimediale, denominato "Multimedia-Player".

### Minox Classic Collection
La Minox ha realizzato una serie di riproduzioni in miniatura di famose macchine fotografiche, tra cui: Leica IIIf, Leica M3, Contax I, Rolleiflex e Hasselblad SWC.
Gli apparecchi funzionano come normali fotocamere digitali.

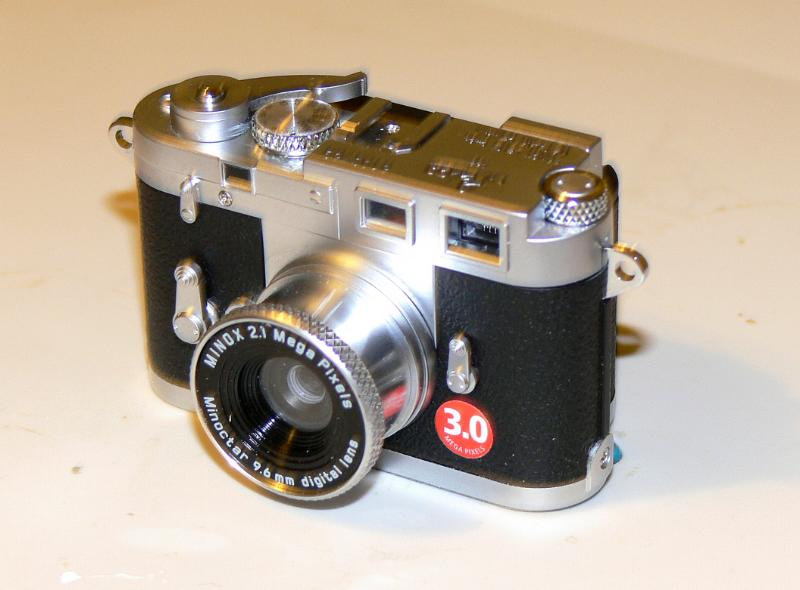
Minox Leica M3
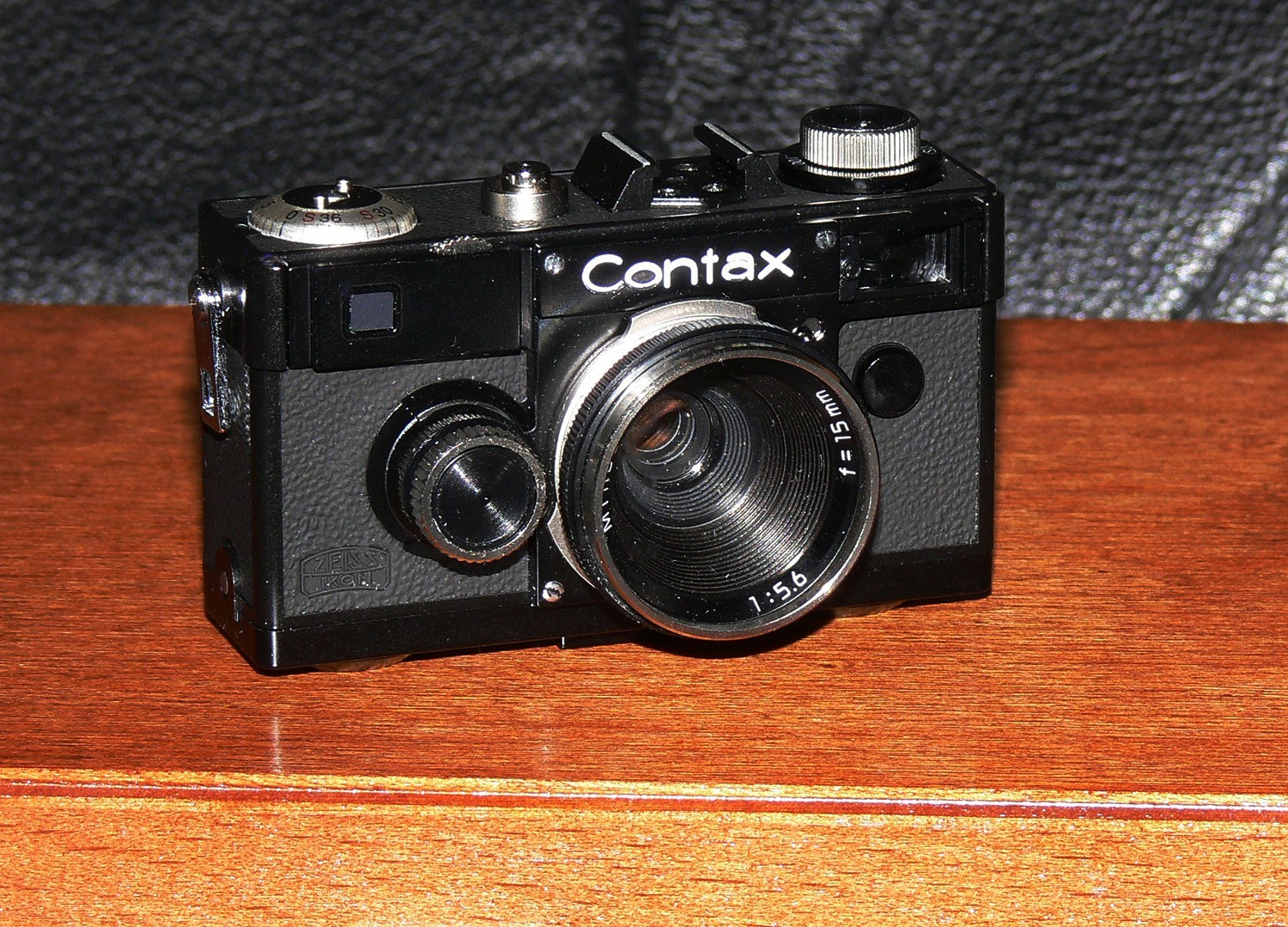
Minox Contax I
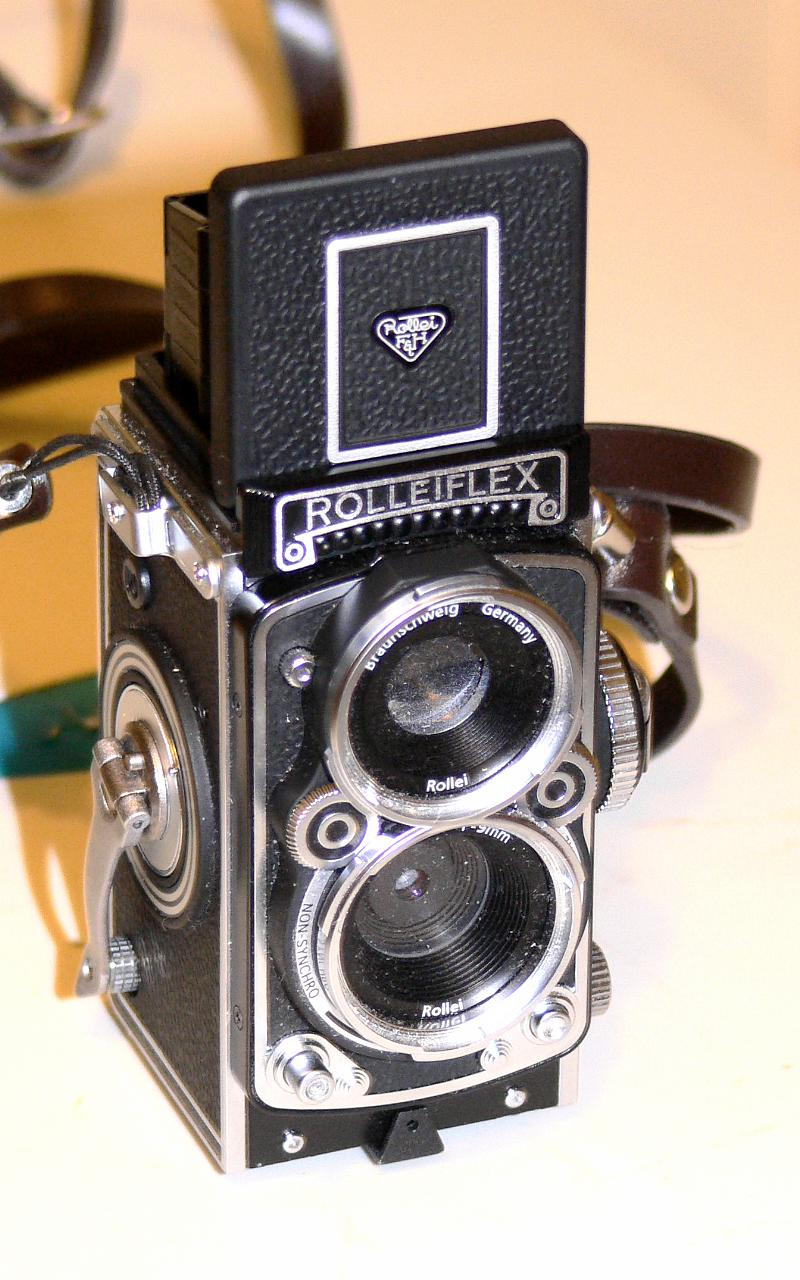
Minox Rolleiflex MiniDigi

## Ottica

### Binocoli

#### Linee di binocoli
- APO HG
- HG
- BL
- BV
- BD

### Cannocchiali

#### Spotting scopes
- MD 50
- MD 50 W
- MD 62 / MD 62 ED
- MD 62 W / MD 62 W ED

#### Cannocchiali per fucili

##### Linee di cannocchiali per fucili
- ZE
- ZA-HD
- ZA Line
- ZV Line

### Monocoli
- MD 6x16 / 8x16
- MD 6x16 A
- MD 7x42 C

### Altri prodotti
L'azienda produce inoltre visori notturni e macroscopi.